# Le Pont routier, Argenteuil
Le Pont routier, Argenteuil est un tableau de Claude Monet daté de 1874. Le peintre impressionniste utilise plusieurs techniques de composition pour construire l'espace.

## Contexte
De retour en France après la guerre de 1870, Monet s'installe peu après à Argenteuil dont les bords de Seine et les ponts inspirent particulièrement le peintre. Ici, c'est le pont routier qui lui offre un point d'ancrage à une construction narrative de la modernité.

## Composition
La masse sombre du pont joue le rôle à la fois d'invitation à rejoindre l'autre rive, et de contraste afin de mettre en valeur les éléments en pleine lumière. L'effet de contreplongée à droite vise à conférer une impression de puissance aux éléments modernes et statiques. Les deux mâts encadrant la maison accentuent l'effet d'entraînement de l'œil. Le mât qui se prolonge en bas du tableau agrandit l'espace. Le buisson en bas à droite apporte un équilibre à la représentation.

## Parcours de l'œuvre
Le tableau appartient à plusieurs collectionneurs avant d'être donné, en 1983, à la National Gallery of Art de Washington. Il participe notamment, en 1986, à deux expositions, à Moscou et Leningrad, des chefs-d'œuvre de l'impressionnisme et du postimpressionnisme du musée.